# Masdevallia chuspipatae
Masdevallia chuspipatae là một loài thực vật có hoa trong họ Lan. Loài này được Luer & Teague mô tả khoa học đầu tiên năm 1994.